# Pio Taofinu'u
Pio Taofinu'u, SM (8 de dezembro de 1923 - 19 de janeiro de 2006) foi um cardeal católico romano e arcebispo de Samoa-Apia. Nascido na aldeia de Falealupo, na ilha de Savai'i, em Samoa, ele foi o primeiro bispo polinésio. Foi feito Cardeal pelo Papa Paulo VI, com o título de Santo Onofre.

## Educação
Seu pai era Taofinu'u Solomona e sua mãe, Mau. Taofinu'u nasceu em Falealupo, na costa oeste da ilha de Savai'i, e frequentou a escola de catecismo da aldeia antes de entrar no Colégio Teológico de Moamoa. Continuou seus estudos no Seminário de Lano, na ilha de Wallis e mais tarde no Seminário da Sociedade de Maria (Maristas) em Greenmeadows (perto de Napier, na Nova Zelândia).
Foi ordenado sacerdote para a Sociedade de Maria (Maristas) em 8 de dezembro de 1954 por Dom Giovanni Battista Dieter, SM. Fez sua profissão em 8 de setembro de 1962.

## Sacerdócio
Serviu no ministério pastoral no Vicariato Apostólico do Arquipélago dos Navegantes, posteriormente Ilhas de Samoa e Tokelau (1954-1964). Foi para Nova York e depois retornou para Samoa em 1962. Pe. Taofinu'u acompanhou Bispo George Hamilton Pearce, SM, o então Bispo de Apia ao Concílio Vaticano II em Roma. Ele permaneceu em Roma por três meses, aproveitando seu tempo no exterior para visitar a Terra Santa. Vigário Geral do Vicariato Apostólico das Ilhas Samoa e Tokelau (1964-1966); vigário geral da diocese de Apia (1966-1967) e vigário capitular (1967-1968).

## Bispo
Em 11 de janeiro de 1968, ele foi nomeado bispo de Apia, tornando-se o primeiro bispo polinésio na história. Recebeu a consagração episcopal por seu antecessor, George Pearce, nomeado arcebispo de Suva, assistido por John Hubert Macey Rodgers, SM, bispo de Tonga, e Brian Patrick Ashby, bispo de Christchurch. Seu lema episcopal era Tuu tuu i le loloto.
Um de seus primeiros deveres como novo líder espiritual da comunidade católica de Samoa foi como um dos organizadores da visita do Papa Paulo VI às Ilhas Samoa em 30 de novembro de 1970. Durante seu tempo como bispo de Apia, as escolas católicas aumentaram, ao focar na educação em toda a sua diocese. Estabeleceu um Colégio Teológico para Catequistas e Diáconos em um esforço para evangelizar todas as ilhas. Seu trabalho contribuiu grandemente para o aumento das vocações sacerdotais em Samoa. Taofinu'u foi ativo na condução das reformas dentro da Igreja Católica em Samoa, em que alguns aspectos da cultura samoana foram misturados com as práticas existentes.

## Arcebispo e Cardeal
Taofinu'u foi criado cardeal pelo Papa Paulo VI no consistório de 5 de março de 1973. Participou dos conclaves de agosto e outubro de 1978. Em 1975, sua diocese teve o nome alterado para Samoa e Tokelau. Em 10 de setembro de 1982, se tornou arcebispo quando a diocese foi elevada à Arquidiocese Metropolitana de Samoa-Apia e Tokelau, bem como superior eclesiástico da missão sui iuris de Funafutina (Tuvalu).
Renunciou ao cargo de superior em setembro de 1985. Assumiu o título de Arcebispo Metropolitano de Samoa-Apia em 26 de junho de 1992, com a alteração definitiva do nome da sé.
Enviado especial do Papa às celebrações em honra de São Pedro Claver, padroeiro da Oceania, comemorativas do 150º aniversário da evangelização no arquipélago de Wallis e Futuna, junho de 1988. Participou da Assembleia Especial do Sínodo dos Bispos para a Oceania, Cidade do Vaticano, entre novembro-dezembro de 1998; delegado do presidente.

## Reforma Litúrgica
O cardeal Taofinu'u presidiu o primeiro Sínodo da Arquidiocese de Samoa-Apia, que começou em 7 de dezembro de 1990 e terminou em 14 de dezembro de 1990. Após cuidadosa discussão e consideração, Taofinu'u aprovou seis atos sinodais de sua Comissão sobre adoração, sacramentos e Inculturação. O segundo desses seis atos afirma: "O le faaaganuuga o le Tapuaiga auaufaatasi i le Puleaga Faaakiepikopo o Samoa - Apia ia faaauauina le tilotilo toto'ai ai ma le toe iloiloinaina ma o lona faatinoga ia lanutasia i le puleaga atoa" ou "a inculturação da Liturgia na Arquidiocese de Samoa - Apia deve ser continuamente revista e reavaliada, e sua implementação deve ser uniforme através da arquidiocese". Como resultado desses atos, as liturgias na arquidiocese foram vibrantes, tornou-se mais significativa para as pessoas, fazendo uso dos sinais e símbolos culturais do povo de Samoa. Durante o seu episcopado, um novo hinário incorporando antigos e novos hinos para a liturgia também foi preparado e publicado para uso através da província eclesiástica de Samoa-Apia.

## Aposentadoria e morte
Renunciou ao governo pastoral da arquidiocese em 16 de novembro de 2002. Perdeu o direito de participar do conclave ao completar 80 anos.
Ele tinha problemas cardíacos e um longo histórico de diabetes e estava doente há vários anos. Morreu em Apia, aos 82 anos. Sua morte foi anunciada durante uma sessão do Parlamento em Samoa enquanto o Senado da Samoa Americana observou um momento de silêncio. O funeral ocorreu no dia 28 de janeiro de 2006, em Apia, com a presença de representantes políticos e eclesiásticos locais e regionais. Ele está enterrado na catedral da Imaculada Conceição, na aldeia de Mulivai, Apia, primeiro líder católico samoano a ser ali sepultado.